# 山田洋一郎

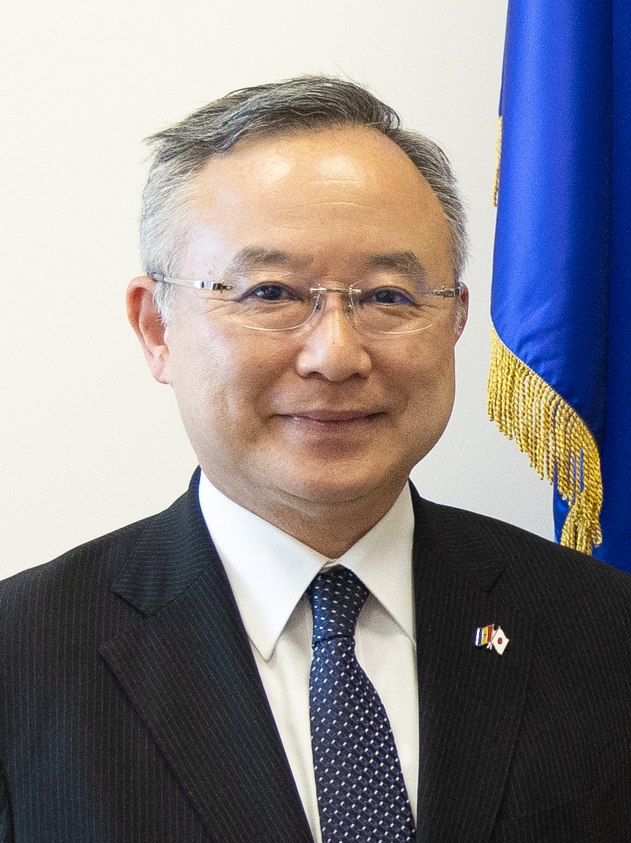
山田 洋一郎 (2024)

山田 洋一郎（やまだ よういちろう、1961年〈昭和36年〉1月22日 -）は、日本の外交官。

## 人物
兵庫県出身。1984年3月に東京大学教養学部教養学科卒業後、外務省入省。在シアトル総領事や立命館アジア太平洋大学教授等を経て、2022年10月より駐モルドバ特命全権大使を務める。

## 略歴
- 1984年4月　外務省入省
- 1999年1月　在ポーランド日本国大使館 一等書記官
- 2001年1月　在ポーランド日本国大使館 参事官
- 2001年9月　朝鮮半島エネルギー開発機構事務局（アメリカ合衆国ニューヨーク）
- 2004年8月　外務省大臣官房国際社会協力部専門機関課長
- 2006年8月　国際協力局専門機関課長
- 2007年3月　内閣府大臣官房参事官（～２０．７）、大臣官房遺棄化学兵器処理担当室参事官（～２０．７）兼内閣官房内閣参事官（内閣官房副長官補付）、内閣官房遺棄化学兵器処理対策室参事官
- 2007年4月　内閣官房内閣参事官（内閣官房副長官補付）、内閣官房遺棄化学兵器処理対策室副室長、内閣官房遺棄化学兵器処理対策室参事官兼内閣府大臣官房遺棄化学兵器処理担当室副室長
- 2008年7月　内閣官房内閣参事官（内閣官房副長官補付）
- 2010年7月　外務省在ケニア日本国大使館 公使（次席）[2]
- 2013年8月　在ベルギー日本国大使館 公使（次席）[2]
- 2017年4月　在シアトル日本国総領事館 総領事
- 2020年10月　立命館アジア太平洋大学教授
- 2022年10月　駐モルドバ特命全権大使

## 同期
- 有吉勝秀（23年コスタリカ大使・20年エルサルバドル大使）
- 礒正人（22年クロアチア大使・18年デュッセルドルフ総領事）
- 伊藤康一（24年ギリシャ大使・20年ニュージーランド大使）
- 伊藤直樹（24年ベトナム大使・19年バングラデシュ大使・17年シカゴ総領事）
- 今村朗（23年セルビア大使・20年ジョージア大使・23年セルビア大使）
- 岩井文男（20年サウジアラビア大使・15年イラク大使）
- 大森茂（17年セネガル大使・15年法務省名古屋入国管理局長）
- 岡田隆（20年アフガニスタン大使）
- 岡庭健（24年アラブ首長国連邦大使・21年ケニア大使）
- 菊田豊（21年ネパール大使・18年ナイジェリア大使）
- 下川眞樹太（22年フランス、アンドラ大使・19年ベルギー大使・17年大臣官房長・16年国際文化交流審議官）
- 杉山明（24年ノルウェー大使・21年特命全権大使（国際テロ対策・組織犯罪対策協力担当）・18年スリランカ大使・17年儀典長・15年内閣審議官・13年山形県警察本部長）
- 鈴木哲（19年インド大使・17年総合外交政策局長・16年国際情報統括官）
- 竹若敬三（21年北極担当大使・19年ラオス大使）
- 千葉明（22年バチカン大使、19年ASEAN大使・16年ロサンゼルス総領事）
- 梨田和也（19年タイ大使・17年国際協力局長）
- 藤山美典（22年スイス兼リヒテンシュタイン大使）
- 藤原直（21年エディンバラ総領事）
- 正木靖（23年インドネシア大使・20年EU大使・17年欧州局長）
- 森下敬一郎（21年エクアドル大使・17年コロンビア大使）
- 山上信吾（20年オーストラリア大使・18年経済局長・17年国際情報統括官）
- 山野内勘二（22年カナダ大使・18年ニューヨーク総領事・16年経済局長）